# دراجة الدواسة
دراجة الدواسة هي دراجة هوائية تُدفع بواسطة الضغط على الدواسة بدلا من الدراجات الأكثر شيوعا انذاك والتي تعمل بالتروس التفاضلية. وكانت الدواسات أحد الإختراعات التي حاولت وضع الدواسات بعيدا عن محور العجلة ومحرك الأقراص قبل تطوير سلسلة دراجة (الجنزير). كما تم استخدام الدواسات لقيادة دراجة ثلاثية العجلات.

## معرض صور

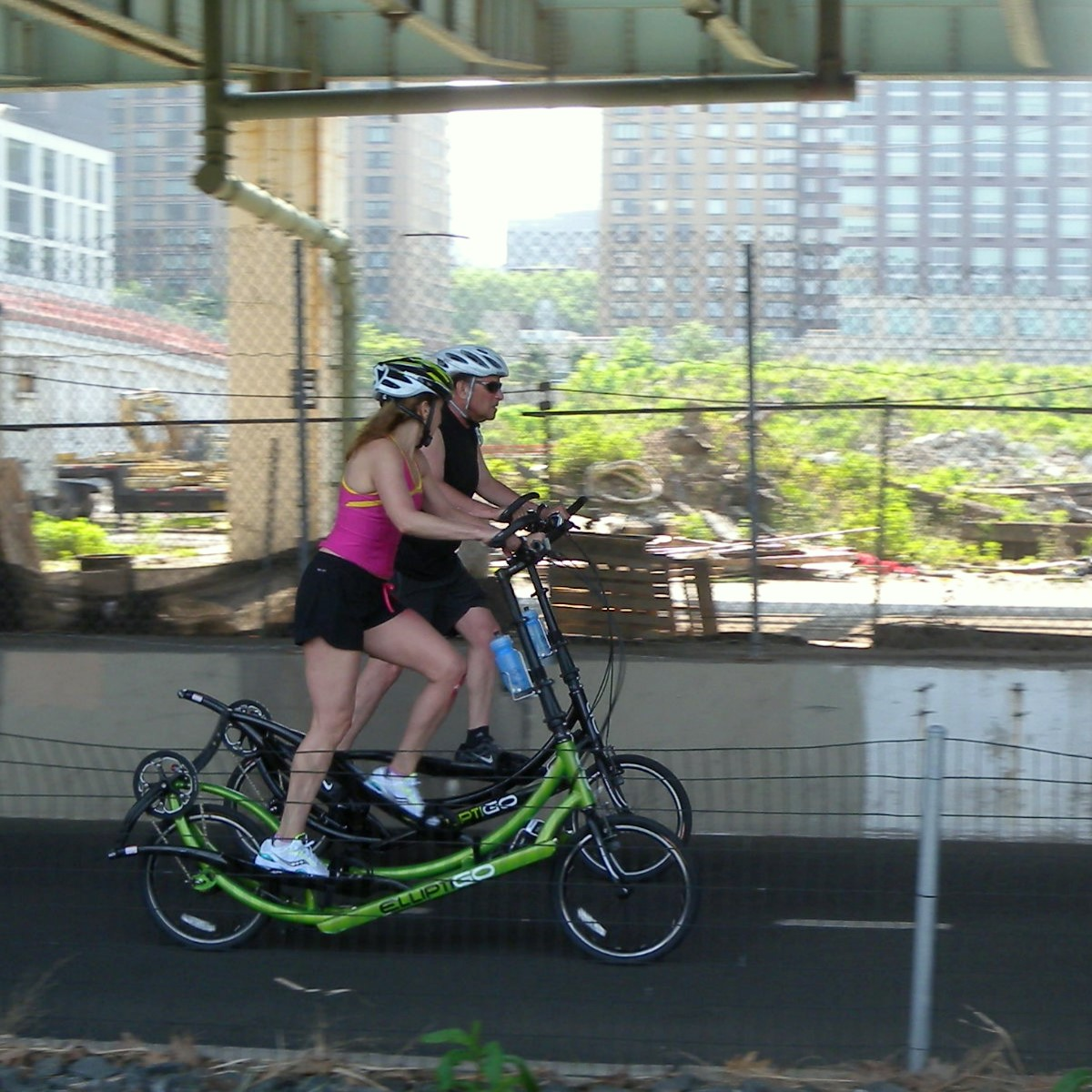
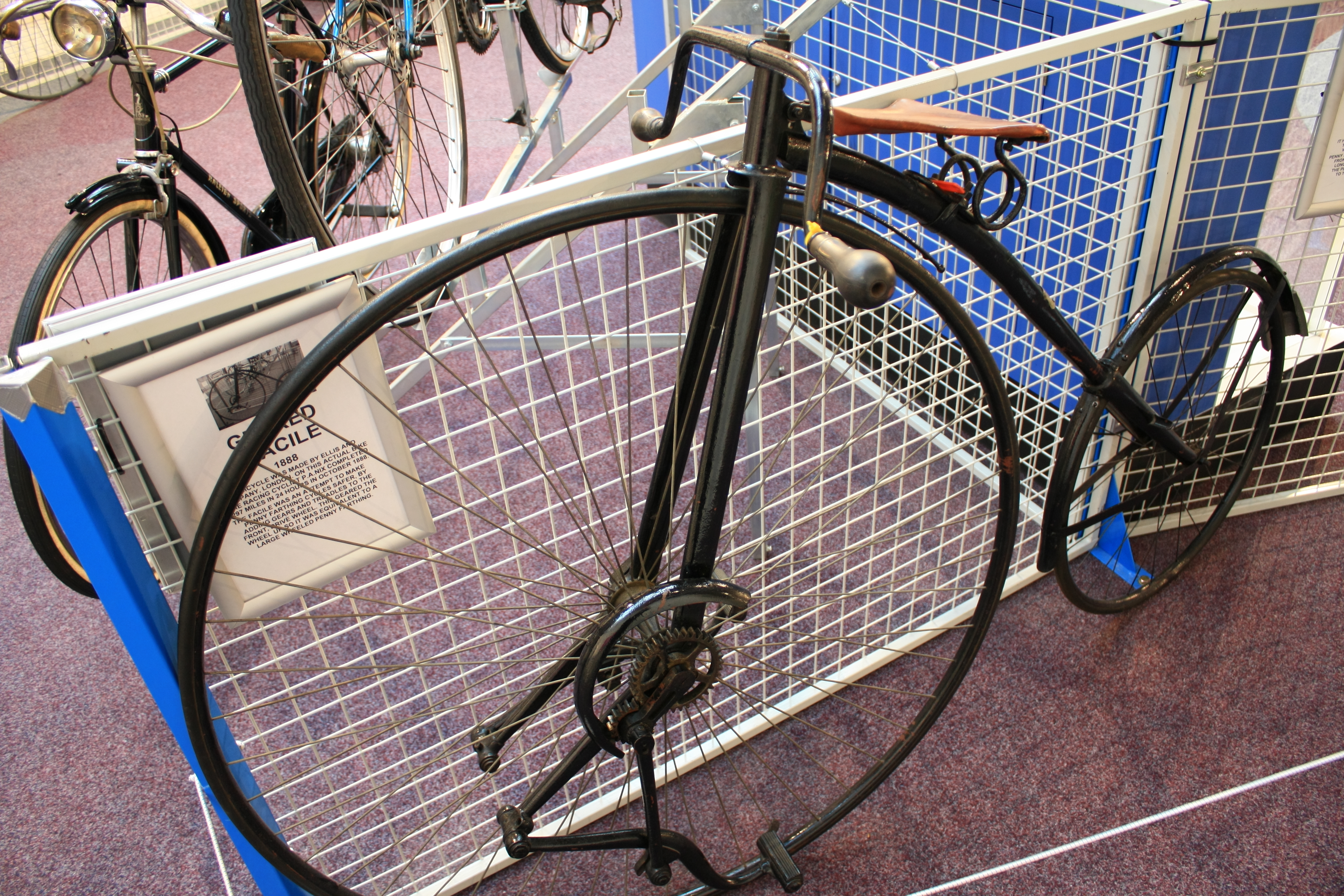
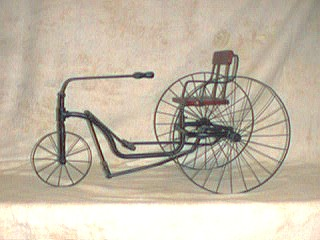
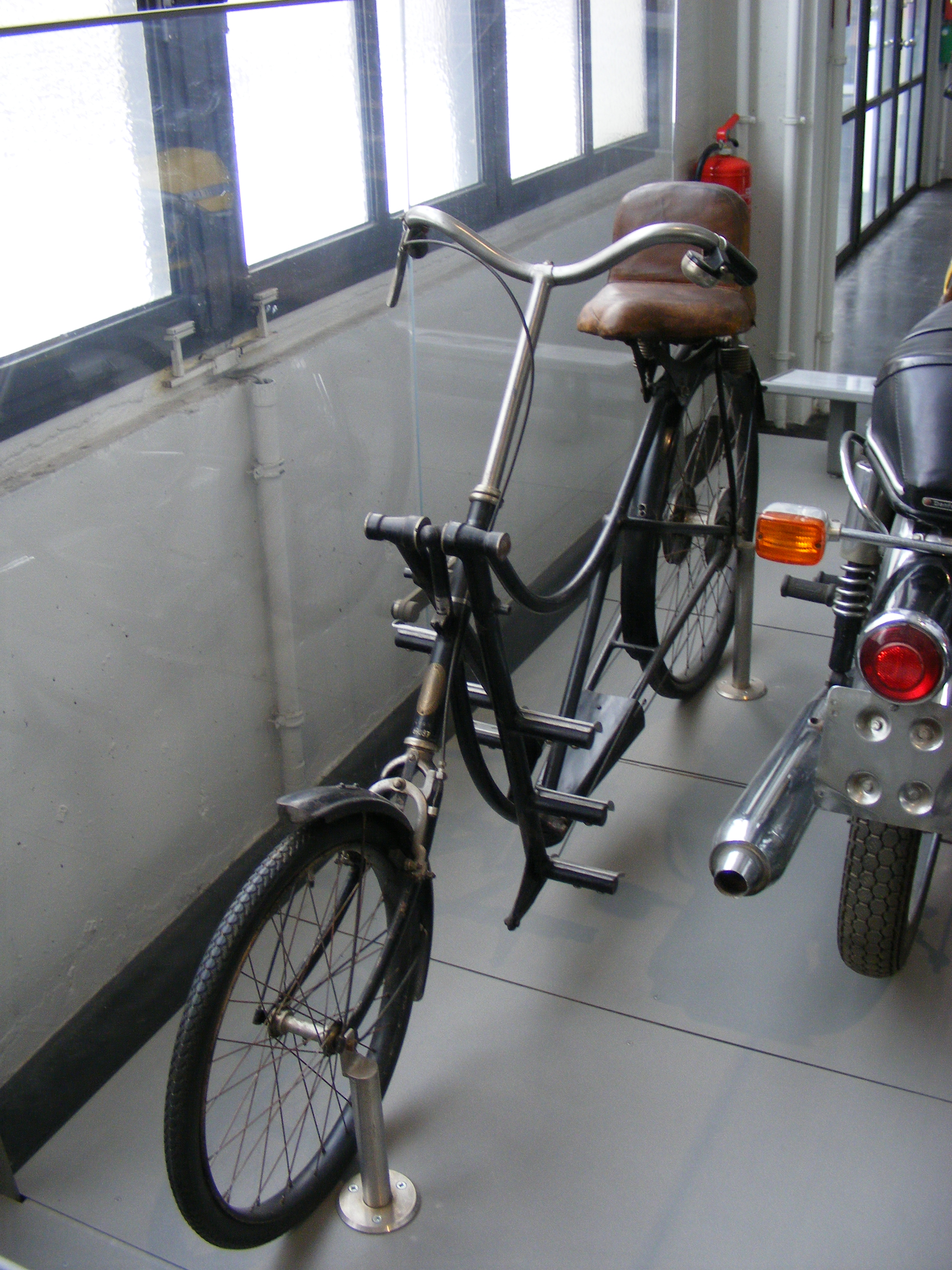
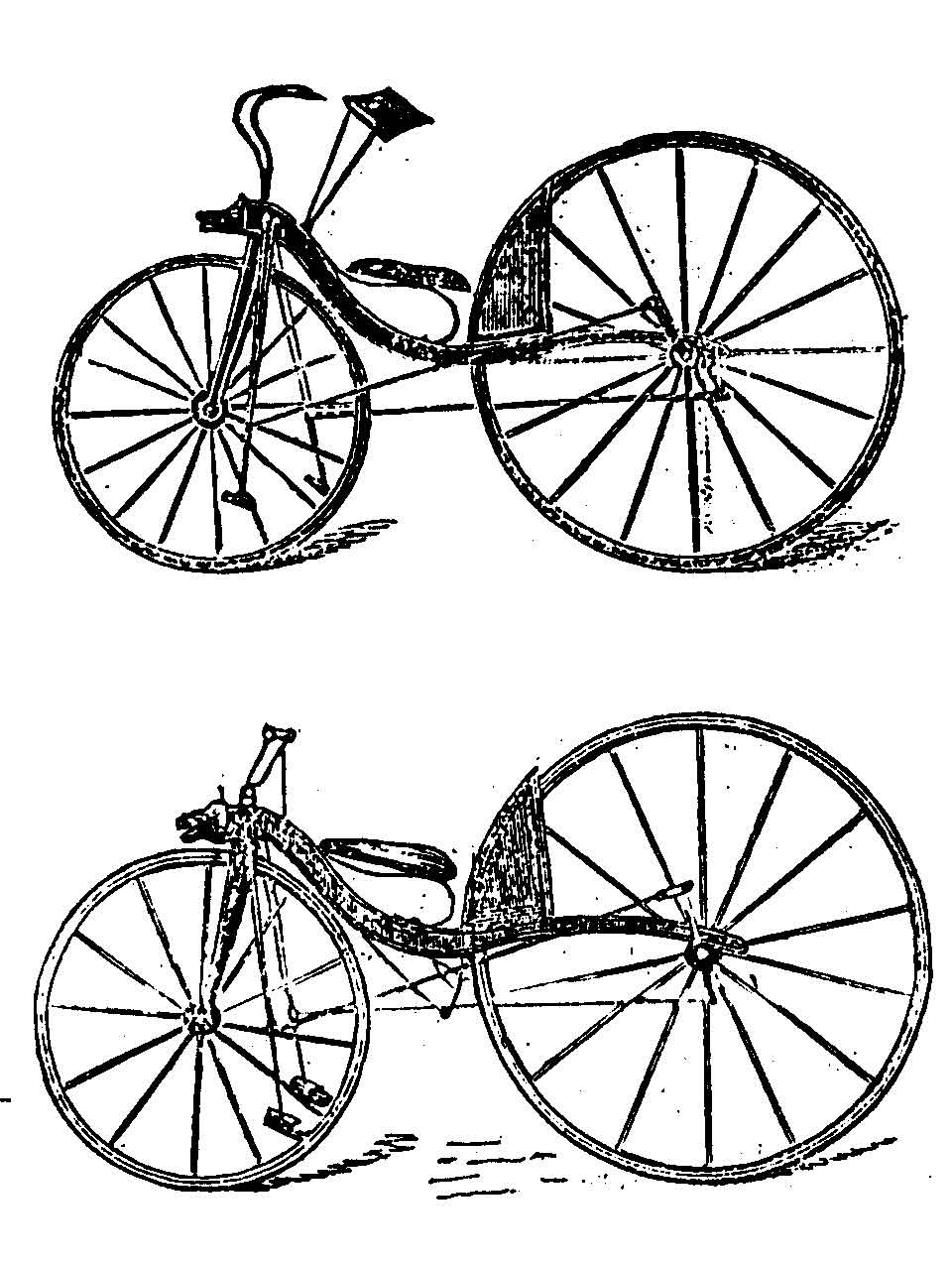